# Klaas van Rosmalen
Nicolaas Johannes Maria (Klaas) van Rosmalen ('s-Hertogenbosch, 6 augustus 1926 – aldaar, 11 december 2008) was een Nederlandse beeldhouwer en kunstschilder.

## Leven en werk
Van Rosmalen richtte in 1963 Parastone op, als afsplitsing van kunsthandel Borzo in Den Bosch. Het bedrijf, tegenwoordig geleid door zijn zoon Ed, maakt beeldjes van kunststeen.

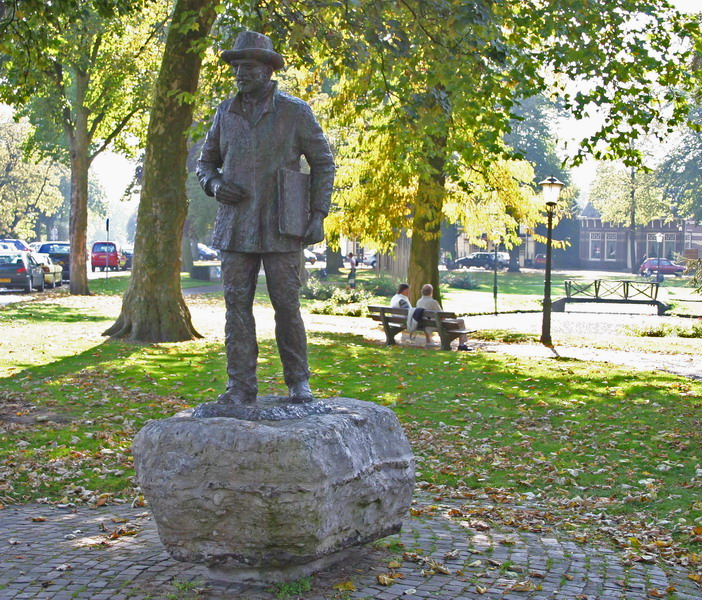
Standbeeld Vincent van Gogh

Van Rosmalen maakte een aantal grote beelden die in de openbare ruimte werden geplaatst, zoals het standbeeld van Vincent van Gogh, dat in 1984 door commissaris van de Koningin Dries van Agt in Nuenen werd onthuld. Na zijn pensionering in 1991 legde Van Rosmalen zich toe op schilderen. Hij overleed op 82-jarige leeftijd na een ziekbed van twee maanden.

## Werken (selectie)
- 1980 Pronte vrouw, Hilvarenbeek
- 1981 Stratenmaker, Sneek
- 1983 Schaapscheerder, Ede
- 1984 Vincent van Gogh, Nuenen